# 粗双带蛤
粗双带蛤（学名：Semele scabra），是帘蛤目唱片蛤科唱片蛤属的一种。主要分布于中国大陆，常栖息在潮间带至潮下带。